# Bryum hagenii
Bryum hagenii är en bladmossart som beskrevs av Limpricht 1892. Bryum hagenii ingår i släktet bryummossor, och familjen Bryaceae. Inga underarter finns listade i Catalogue of Life.